# Kuo (langue)
Pour les articles homonymes, voir Kuo.
Le kuo (ou ko, koh) est une langue de l'Adamaoua du groupe Mboum, parlée dans le sud du Tchad et au nord du Cameroun, entre Sorombéo (Madingring) et la frontière tchadienne.
En 2011 le nombre de locuteurs était estimé à 20 000, dont 7 950 au Cameroun.

## Écriture
| a | b  | ɓ  | d | ɗ  | e | ɛ | f | g | gb | h | i | k | kp | l | m | mb | mgb |
| n | nd | nz | ŋ | ŋg | o | ɔ | p | r | s  | t | u | v | vb | w | y | z  |     |